# Драган Стојковић Пикси
Драган Стојковић (Паси Пољана, код Ниша, 3. март 1965), познат по свом надимку Пикси, бивши је српски фудбалер и данас фудбалски тренер. Тренутно је селектор репрезентације Србије.
Каријеру је започео у Радничком из Ниша одакле је 1986. године прешао у Црвену звезду. Убрзо је постао капитен тима и један од најбољих фудбалера у Југославији. Трећег маја 1989. промовисан је у пету Звездину звезду. Године 1990. прешао је у француски Олимпик из Марсеја са којим је већ у првој сезони дошао до финала Купа европских шампиона у којем се његов клуб састао управо са Црвеном звездом, а Стојковић је одиграо свега неколико минута. Из Олимпика је прешао у Верону где је провео једну сезону. Играчку каријеру је завршио у Нагоји.
За репрезентацију Југославије је у периоду од 1983. до 2001. године одиграо 84 утакмице и постигао 15 голова. Играо је на два Светска првенства (1990. и 1998), два Европска првенства (1984. и 2000) и два Олимпијска турнира (1984. и 1988).

## Клупска каријера

### Раднички Ниш
Стојковић је каријеру почео у пионирима Радничком из Ниша 1979. Имао је 14 година. После само две године, 7. августа 1981, потписао је уговор о стипендирању. За Нишлије је дебитовао на пријатељској утакмици 8. јула 1981. у Неготину против Хајдук Вељка (6:0), а деби на првенственој утакмици је имао 3. априла 1982. у Нишу против Вардара из Скопља (2:1). Први првенствени гол за Раднички је постигао 3. априла 1982. против загребачког Динама (1:1). Први професионални уговор са Радничким је потписао 16. марта 1983, са тек навршених 18 година, обавезујући се на четворогодишњу верност. После Летњих олимпијских игара 1984. Стојковић је отишао на одслужење војног рока, а Раднички је наредне сезоне испао у Другу лигу. Остатак периода у Радничком Стојковић је играо у Другој лиги Југославије. За Нишлије је играо до 1986. године и за то време одиграо 70 првенствених утакмица и постигао 8 голова.

### Црвена звезда
Стојковић је у Црвену звезду стигао у лето 1986. године из нишког Радничког, као врло перспективан играч, репрезентативац и звезда прелазног рока. Потписао је уговор у последњи час, пред сам крај времена за летње преласке играча из клуба у клуб. Већ у првој сезони се наметнуо као лидер екипе и вођа на терену, иако је био међу млађим фудбалерима у екипи. Био је најбољи стрелац Звезде у шампионату са 17 голова на 30 утакмица. По три поготка постигао је у убедљивим победама против загребачког Динама (5:2) и Жељезничара из Сарајева (6:1), док се два пута у стрелце уписао у тријумфима против Осијека (4:1) и Спартака (3:1), али су изостали трофеји. У сезони 1987/88. надокнадио је све титулом шампиона Југославије постигавши 15 голова на 28 мечева у првенству. Поново је био први стрелац Звезде, а потез за памћење је извео у победи против Партизана од 3:2 у 81. вечитом дербију, када је директно из корнера савладао чувара мреже црно-белих за вођство од 1:0. Доминирао је на терену и својим мајсторством у игри доносио превагу у корист Звезде. Три гола је постигао против Приштине у победи од 7:1, по два против нишког Радничког (4:2) и Осијека (6:1), доносио бодове клубу головима против Војводине (3:2), Приштине (3:2) и Вардара (2:0), али је и ноншалантно извео пенал у финалу Купа против Борца из Бање Луке, што је на крају коштало Звезду трофеја усред Београда.
Црвено-бели су у сезони 1988/89. играли незаборавне мечеве осмине финала Купа европских шампиона против Милана. Обе утакмице су завршене резултатом 1:1, а Милан је прошао даље бољим извођењем једанаестераца у Београду са 4:2. У првој утакмици у Италији, Пикси је играо сјајно против једног од најславнијих тимова у историји фудбала, и постигао врло ефектан гол. У реваншу је Звезда водила голом Савићевића, али је та утакмица прекинута због густе магле, па је игран нови меч. Славни Марко ван Бастен је ударцем главом довео госте у вођство у поновљеној утакмици, да би Пикси изједначио сјајним поготком под пречку. Милан је касније постао шампион Европе, а годину касније је одбранио европску круну. Они су последњи тим који је два пута узастопно освојио елитно такмичење. Стојковић је и трећу сезону заредом био први стрелац тима у шампионату са 12 голова на 27 утакмица, али је Војводина на крају освојила титулу.
Црвено-бели су 1990. године у великом стилу освојили дуплу круну. Драган Стојковић је постигао десет голова у првенству и као капитен тима подигао оба трофеја у опроштајној сезони у клубу.
За Звезду је одиграо 159 званичних утакмица и постигао 65 голова. Освојио је две шампионске титуле 1988. и 1990. године и један национални куп 1990. године. Три пута узастопно је проглашаван за најбољег спортисту СД Црвена звезда у избору Звездине ревије, од 1987. до 1989. године, а два пута за најбољег фудбалера шампионата Југославије 1988. и 1989. године.

### Иностранство
У лето 1990. године прешао је у француски Олимпик из Марсеља, тада један од најбољих клубова Европе, предвођен контроверзним председником Бернаром Тапијем, за рекордну суму новца у домаћем фудбалу. Судбина је хтела да се Звезда и Олимпик сретну у финалу Купа шампиона у Барију 29. маја 1991. године, а Пикси је у игру ушао осам минута пре краја другог продужетка. Одбио је да шутира пенал против Звезде, која је бољим извођењем једанаестераца са 5:3 постала шампион Европе.
Није био стандардан у Марсељу, па је сезону 1991/92. провео у италијанској Верони, где је на 19 утакмица постигао један гол. У Марсељу је имао и доста проблема са повредама, а у француском клубу се задржао до 1994. године, када је прешао у јапанску Нагоју и касније постао легенда тамошњег фудбала. Био је најбољи играч лиге 1995. године, када је освојио Царски куп Јапана, а за Нагоју је одиграо 183 утакмице и постигао 57 голова. Три пута је биран у идеални тим шампионата 1995, 1996. и 1999. године. У Нагоји је играо све до 2001. када је завршио каријеру. Јапанци су га обожавали због сјајних игара. Добио је улицу, а такође једна трибина и улаз број 10 на стадиону носе његово име, пошто је целу каријеру носио тај број на дресу.
Стојковић је одиграо две опроштајне утакмице током октобра 2001. године. Први меч је одигран 7. октобра у Нагоји а састали су се домаћи тим и Црвена звезда, а друга утакмица је одиграна 29. октобра на нишком стадиону Чаир где је Раднички дочекао Вардар (тим против којег је Пикси дебитовао у првенству).

## Репрезентација
За репрезентацију Југославије одиграо је 84 утакмице и постигао 15 голова. Дебитовао је 12. новембра 1983. године против Француске (0:0) у Београду, а опростио се 4. јула 2001. против Јапана (0:1). Учествовао је на Светским првенствима 1990. у Италији и 1998. у Француској. На Мундијалу у Италији 1990. одиграо је пет утакмица и постигао два гола против Шпаније у осмини финала за победу од 2:1 и пласман у четвртфинале, где је Аргентина зауставила Југославију после бољег извођења пенала. Пето место са тог шампионата један је од последњих успеха репрезентације на великим такмичењима.
У Француској 1998. одиграо је сва четири меча и постигао гол против Немачке у групној фази (2:2), а национални тим је такмичење завршио на десетом месту поразом од Холандије у осмини финала (1:2). На Европском шампионату 1984. је као тинејџер одиграо три утакмице и постигао гол у поразу од Француске (2:3). На Европском првенству 2000. у Белгији и Холандији забележио је наступе на сва четири меча, а Југославија је заустављена у четвртфиналу против Холандије (1:6). Освојио је бронзану медаљу на Олимпијским играма 1984. године у Лос Анђелесу.

## Административна каријера
У октобру 2001. године Стојковић је постао председник Фудбалског савеза Југославије, наследивши на том месту Миљана Миљанића. За време његовог мандата репрезентација није успела да се пласира на Светско првенство 2002. године у Јапану и Јужној Кореји и на Европско првенство 2004. године у Португалу. Стојковић се на позицији председника савеза задржао до истека мандата 2005. године.
У јулу 2005. Стојковић је постао председник ФК Црвена звезда. За две сезоне као председник освојио је две дупле круне (све трофеје на домаћој сцени), био два пута на корак од Лиге шампиона (Звезда елиминисана у последњем колу квалификација од Милана и Ренџерса). Клуб је у те две сезоне два пута учествовао у групној фази Купа УЕФА, а био је и близу да презими у Европи у сезони 2005/06. али је гол Кевина Гамеира у надокнади времена утакмице у Стразбуру коштао изабранике Валтера Зенге европског пролећа.

## Тренерска каријера
У току фудбалске сезоне 2007/08. одлази поново у Јапан да би тренирао Нагоју. У дебитантској сезони са клубом заузима треће место у првенству. У трећој сезони као тренер Нагоје, 2010. године је донео прву титулу шампиона овом клубу и тако се заувек уписао у клупску историју. Нагоју је напустио 2013. године.
У августу 2015. Стојковић је преузео кинески Гуангџоу.
Дана 3. марта 2021, Пикси је званично преузео репрезентацију Србије и потписао је уговор до 2024. године. Под његовим вођством, Србија је успела да се квалификује на Светско првенство 2022. након што је у последњем колу у групи А квалификација у гостима побеђена Португалија с резултатом 1 : 2.

## Статистика као тренер
Ажурирано 16. новембар 2022
| Тим            | Од           | До             | Статистика | Статистика | Статистика | Статистика | Статистика |
| Тим            | Од           | До             | ОУ         | П          | Н          | И          | П %        |
| -------------- | ------------ | -------------- | ---------- | ---------- | ---------- | ---------- | ---------- |
| Нагоја грампус | јануар 2008. | децембар 2013. | 278        | 141        | 56         | 81         | 050,72     |
| Гуангџоу Сити  | август 2015. | јануар 2020.   | 141        | 57         | 26         | 58         | 040,43     |
| Србија         | март 2021.   | данас          | 20         | 13         | 4          | 3          | 065,00     |
| Укупно         | Укупно       | Укупно         | 439        | 211        | 86         | 142        | 048,06     |

## Лични живот
Ожењен је и има троје деце.
Био је један од потписника подршке листи Александар Вучић — Србија не сме да стане пред парламентарне изборе у Србији 2023.

## Успеси

### Играчки
Црвена звезда
- Првенство Југославије: 1987/88, 1989/90.
- Куп Југославије: 1989/90.

Олимпик Марсељ
- Првенство Француске: 1990/91.

Нагоја грампус
- Царев куп: 1995, 1999.

Југославија
- Олимпијске игре: Лос Анђелес 1984 (бронзана медаља)

Појединачни
- Најбољи играч Џеј лиге: 1995.[18]
- Фудбалер године у Јапану: 1995.
- Члан идеалног тима Џеј лиге: 1995, 1996, 1999.
- Члан идеалног тима поводом 20. годишњице Џеј лиге
- Најбољи спортиста СД Црвена звезда: 1987, 1988, 1989.
- Звездина звезда: 1990.
- Најбољи играч Првенства Југославије: 1988, 1989.
- Најбољих 11 играча Светског првенства: 1990.
- : 1991, 1998.[19]
- Југословенски фудбалер године: 1988, 1989.
- Најбољих 11 играча у историји Олимпик Марсеја: 2010.[20]

### Тренерски
Нагоја грампус
- Џеј 1 лига: 2010.
- Најбољи тренер Џеј лиге: 2010.
- Суперкуп Јапана: 2011.

Појединачни
- Спортска личност године града Ниша: 2010.[21]
- Српски фудбалски тренер године: 2016.[22]

Одликовања
- Орден Излазећег Сунца, IV степена (Царевина Јапан).[23]
- Орден Карађорђеве звезде, II степена (Србија).

#### Друге награде
- 2018: Награда Браћа Карић